# Liste du patrimoine immobilier classé de Chaumont-Gistoux
Cette page regroupe l'ensemble du patrimoine immobilier classé de la commune belge de Chaumont-Gistoux.
| Objet | Année de construction / Architecte | Adresse                                      | Section communale | Coordonnées                      | Numéro d’inventaire | Illustration              |
| --- | ---------------------------------- | -------------------------------------------- | ----------------- | -------------------------------- | ------------------- | ------------------------- |
| L'église Saint-Bavon de Chaumont (chœur et tour) (M), le presbytère, les jardins en terrasse, les murailles d'enceinte, les talus escarpés et les terrains environnants (S).                                                   |                                    |                                              | Chaumont          | 50° 40′ 43″ nord, 4° 43′ 19″ est | 25018-CLT-0001-01   |                           |
| Parc Les Bruyères |                                    |                                              | Chaumont          | 50° 41′ 23″ nord, 4° 42′ 03″ est | 25018-CLT-0002-01   | Image manquanteTéléverser |
| Étang d'Inchebroux et alentours |                                    |                                              | Inchebroux        | 50° 41′ 18″ nord, 4° 41′ 32″ est | 25018-CLT-0003-01   | Image manquanteTéléverser |
| Deux Tumuli (M) et terrains environnants (S) |                                    |                                              | Bonlez            | 50° 41′ 50″ nord, 4° 42′ 26″ est | 25018-CLT-0004-01   | Image manquanteTéléverser |
| Orgues de l'église Saint-Etienne |                                    |                                              | Corroy-le-Grand   | 50° 39′ 41″ nord, 4° 40′ 28″ est | 25018-CLT-0005-01   | Image manquanteTéléverser |
| Ensemble formé par l'église Saint-Martin et son cimetière, le presbytère avec ses dépendances et son parc boisé, les bâtiments de la vieille ferme et la place arborée à front de laquelle les immeubles susvisés sont alignés |                                    |                                              | Dion-le-Val       | 50° 42′ 56″ nord, 4° 39′ 40″ est | 25018-CLT-0006-01   | Image manquanteTéléverser |
| Ensemble formé par la chapelle du Chêneau et ses abords |                                    |                                              | Longueville       | 50° 42′ 20″ nord, 4° 44′ 06″ est | 25018-CLT-0007-01   |                           |
| Chapelle du Chêneau |                                    |                                              | Longueville       | 50° 42′ 20″ nord, 4° 44′ 05″ est | 25018-CLT-0008-01   | Chapelle du Chêneau       |
| Orgues de l'église Notre-Dame de l'Assomption |                                    |                                              | Longueville       | 50° 42′ 08″ nord, 4° 44′ 22″ est | 25018-CLT-0009-01   | Image manquanteTéléverser |
| Séquoia, dans le parc du château de la Bacquelaine |                                    |                                              | Longueville       | 50° 42′ 17″ nord, 4° 44′ 16″ est | 25018-CLT-0010-01   | Image manquanteTéléverser |
| Ferme : porche-colombier, les façades et toitures de la grange et du corps de logis à l'exception de l'ancienne porcherie |                                    | Rue de Chaumont, n°34 (M) et les abords (S). | Longueville       | 50° 41′ 56″ nord, 4° 44′ 14″ est | 25018-CLT-0012-01   | Image manquanteTéléverser |
| Chemin creux formé par la rue de Chaumont et les talus voisins, depuis le chemin d'Arnelle jusqu'au delà de la ferme située au n° 34 rue de Chaumont à Longueville                                                             |                                    |                                              | Longueville       | 50° 41′ 31″ nord, 4° 44′ 05″ est | 25018-CLT-0013-01   | Image manquanteTéléverser |
| Le buffet et l'orgue de l'église Notre-Dame de l'Assomption |                                    |                                              | Longueville       | 50° 42′ 08″ nord, 4° 44′ 22″ est | 25018-PEX-0001-04   | Image manquanteTéléverser |
| L'ensemble formé par les deux tumuli et les terrains environnants |                                    |                                              | Bonlez            | 50° 41′ 50″ nord, 4° 42′ 26″ est | 25018-PEX-0002-01   | Image manquanteTéléverser |

## Patrimoine déclassé
| Objet | Année de construction / Architecte / Période de classement | Adresse         | Section communale | Coordonnées                      | Numéro d’inventaire | Illustration              |
| ----- | ---------------------------------------------------------- | --------------- | ----------------- | -------------------------------- | ------------------- | ------------------------- |
| Drève | Classée du 26/02/1981 au 05/09/2013                        | ruelle des Bois |                   | 50° 42′ 17″ nord, 4° 44′ 21″ est | 25018-CLT-0011-01   | Image manquanteTéléverser |